# Nichirei International Championships 1996
Nichirei International Championships 1996 — тенісний турнір, що проходив на відкритих кортах з твердим покриттям Ariake Coliseum у Токіо (Японія). Належав до турнірів 2-ї категорії в рамках Туру WTA 1996. Відбувсь усьоме і тривав з 16 до 22 вересня 1996 року.

## Фінальна частина

### Одиночний розряд
Моніка Селеш —  Аранча Санчес Вікаріо 6–1, 6–4
- Для Селеш це був 4-й титул в одиночному розряді за сезон і 38-й — за кар'єру.

### Парний розряд
Аманда Кетцер /  Марі П'єрс —  Сон Хі Пак /  Ші-тін Ван 6–3, 7–6
- Для Кетцер це був єдиний титул за сезон і 9-й — за кар'єру. Для П'єрс це був єдиний титул за сезон і 9-й — за кар'єру.